# Берег москитов (фильм)
«Берег москитов» (англ. The Mosquito Coast) — кинофильм режиссёра Питера Уира, вышедший на экраны в 1986 году. В основе фильма лежит роман Пола Теру.
Съёмки фильма проводились в Белизе. Во время сооружения декораций для фильма съёмочная группа обнаружила древний храм майя. Об этом было сообщено правительству Белиза, которое объявило эту территорию памятником истории.
В 1987 году лента была номинирована на две премии «Золотой глобус» — за лучшую мужскую роль в драматическом фильме (Харрисон Форд) и за лучшую оригинальную музыку (Морис Жарр). В следующем году Ривер Феникс был награждён премией «Молодой актёр» в категории «лучшая молодая суперзвезда среди мужчин», а Марта Плимптон была номинирована в соответствующей женской категории.

## Сюжет
Эксцентричный изобретатель продаёт дом и увозит свою семью в Центральную Америку — на Берег Москитов, чтобы построить в самом сердце джунглей фабрику по производству льда. Конфликты с семьёй, местным священником и природой — всего лишь небольшие препятствия на пути к полностью поглотившей его мечте.

## В ролях
- Харрисон Форд — Алли Фокс
- Хелен Миррен — мама
- Ривер Феникс — Чарли Фокс
- Конрад Робертс — мистер Хадди
- Андре Грегори — преподобный Спеллгуд
- Марта Плимптон — Эмили Спеллгуд
- Дик О'Нилл — мистер Полски
- Джадриен Стил — Джерри Фокс
- Майкл Роджерс — Фрэнсис Лангли
- Баттерфлай Маккуин — Ма Кенниуик

## Награды и номинации
- 1987 — две номинации на премию «Золотой глобус»: лучшая мужская роль — драма (Харрисон Форд), лучшая музыка к фильму (Морис Жарр)